# Josef Jadassohn

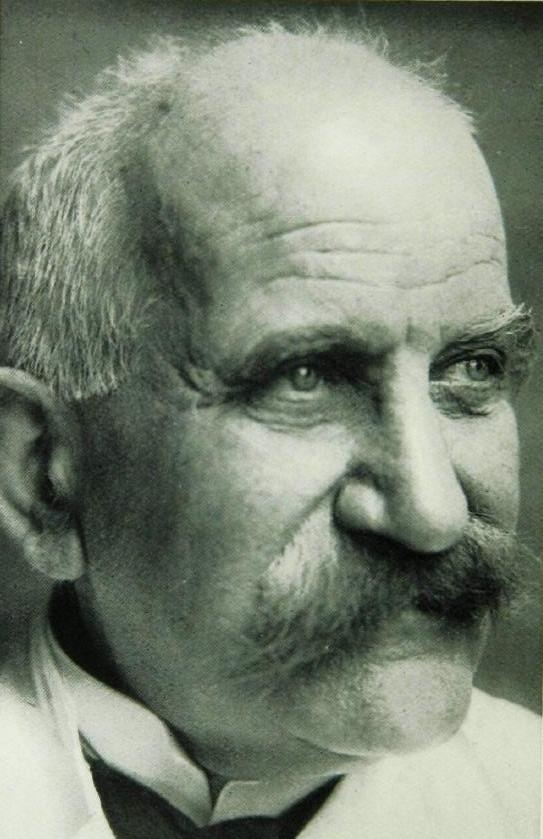
Josef Jadassohn

Josef Jadassohn (* 10. September 1863 in Liegnitz; † 24. März 1936 in Zürich) war ein deutscher Dermatologe. Er begründete ein bedeutendes Handbuch der Haut- und Geschlechtskrankheiten.

## Leben
Jadassohn war Sohn eines Kaufmanns und besuchte das Gymnasium in Liegnitz. Nach dem Studium der Medizin in Göttingen, Breslau, Heidelberg und Leipzig wurde Jadassohn 1887 promoviert (Zur Kenntniss des Choleraroths). Er arbeitete von 1887 bis 1892 als Assistenzarzt in der Dermatologischen Klinik in Breslau. Von 1892 bis 1896 war er Primararzt in der Dermatologischen Abteilung des Allerheiligen Hospitals bei Albert Neisser in Breslau. 1895 wurde er in die Deutsche Akademie der Naturforscher Leopoldina aufgenommen. 1896 wurde er ohne vorherige Habilitation außerordentlicher Professor und Direktor der Dermatologischen Universitätsklinik in Bern, 1903 ordentlicher Professor. Die von den Medizinischen Fakultäten Leipzig und Graz ergangenen Berufungsvorschläge wurden wegen der jüdischen Herkunft des evangelischen Jadassohn abgelehnt. 1917 wurde er als Nachfolger von Albert Neisser Ordinarius in Breslau, wurde 1931 emeritiert und emigrierte 1933 in die Schweiz, wo er 1936 starb. Sein Sohn Werner Jadassohn (1897–1973) war ebenfalls Dermatologe.

## Verdienste
Jadassohn führte laborchemische Methoden in der Dermatologie ein und war einer der ersten, die immunologische Techniken bei der Erforschung von Hautkrankheiten einsetzten. Er leistete einen Beitrag zum Verständnis der Immunpathologie der Tuberkulose und der Trichophytie. Seine Arbeiten leisteten einen Beitrag zur Entstehung des Reichsgesetzes zur Bekämpfung der Geschlechtskrankheiten. Jadassohn war Mitglied in der Hygienekommission des Völkerbundes. Ein Jahr vor seinem Tod 1936 wurde er zum Ehrenmitglied der Royal Society of Medicine gewählt. Josef Jadassohn begründete das Handbuch der Haut- und Geschlechtskrankheiten.
Nach Jadassohn sind mehrere dermatologische Erkrankungen und weitere Syndrome benannt:
- J.-Dermatitis (Pityriasis lichenoides chronica)
- J.-Dösseker-Krankheit (Myxoedema tuberosum)
- J.-Franceschetti-Syndrom (Bloch-Sulzberger-Syndrom)
- J.-Krankheit (Granulosis rubra nasi)
- J.-Lewandowsky-Anomalie (Pachyonychia congenita)
- J.(-Tieche)-Nävus (Blauer Nävus, Naevus caeruleus)
- J.-Pellizzari-Krankheit (Anetodermie)
- Naevus sebaceus Jadassohn = Schimmelpenning-Feuerstein-Mims-Syndrom

## Veröffentlichungen
- Krankheiten der Haut (1901)
- Krankheiten des Penis nebst Harnröhre
- Ueber eine eigenartige Erkrankung der Nasenhaut bei Kindern (”Granulosis rubra nasi”) (1901)
- als Hrsg.: Handbuch der Haut- und Geschlechtskrankheiten. Berlin 1927–1937; Neuauflage Berlin/Göttingen/Heidelberg 1959–1970.